# Un om ciudat
Un om ciudat  (în franceză L’Abbé Jules) este un roman scris de Octave Mirbeau și publicat în 1888. 
Sub influența descoperirii lui Dostoievski, Octave Mirbeau pune în practică psihologia profunzimilor pentru a evoca personajul unui preot catolic, Jules Dervelle, al cărui trup și suflet sunt în revoltă contra opresiunii sociale și a putreziciunii din Biserică. În ochii conformiștilor, crima lui Jules este de a fi determinat societatea să se vadă în toată hidoasa sa nuditate: el a vrut să ne oblige să descoperim ființele și lucrurile, valorile și instituțiile, așa cum sunt, și nu cum am fost condiționați să le vedem.

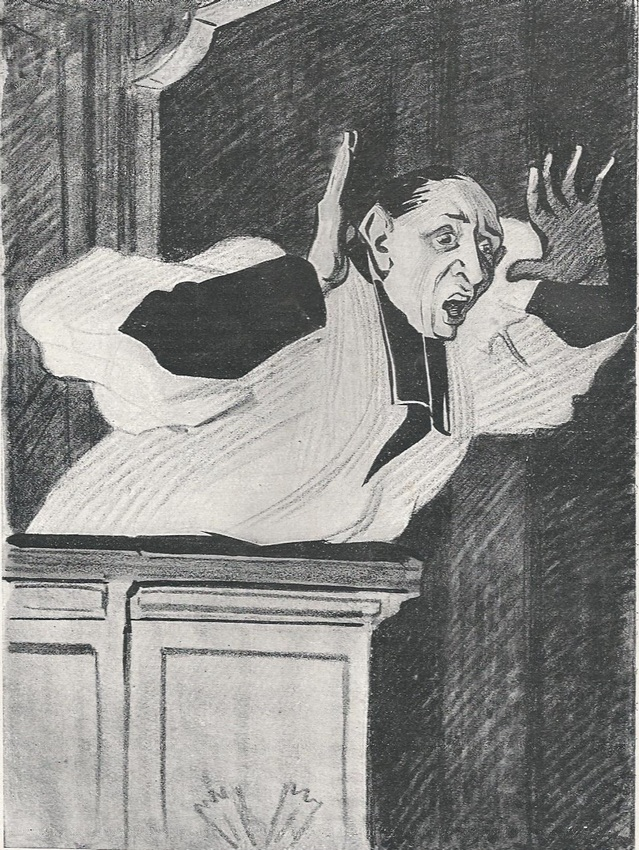
Hermann-Paul, Jules Dervelle

## Traducere
- Un om ciudat, Editura Cartea românească, 1974, 268 pagini. Traducere de Constantin Tita Bobes.